# Championnats nationaux de cyclisme sur route en 2016
Navigation
2015 2017
Les championnats nationaux de cyclisme sur route en 2016 commencent dès janvier pour l'Australie et la Nouvelle-Zélande. La plupart des championnats nationaux de cyclisme ont lieu aux mois de juin et juillet.

## Champions 2016

### Élites hommes
| Pays                             | Course en ligne                                     | Contre-la-montre                                             |
| -------------------------------- | --------------------------------------------------- | ------------------------------------------------------------ |
| Afrique du Sud                   | Jacobus Venter (Dimension Data)                     | Daryl Impey (Orica-GreenEDGE)                                |
| Allemagne                        | André Greipel (Lotto-Soudal)                        | Tony Martin (Etixx-Quick Step)                               |
| Antigua-et-Barbuda               | Conroy Thomas                                       | André Simon                                                  |
| Argentine                        | Mauro Abel Richeze (San Luis Somos Todos)           | Laureano Rosas (Sindicato de Empleados Públicos de San Juan) |
| Australie                        | Jack Bobridge (Trek-Segafredo)                      | Rohan Dennis (BMC Racing)                                    |
| Autriche                         | Matthias Brändle (IAM)                              | Matthias Brändle (IAM)                                       |
| Azerbaïdjan                      | Maksym Averin (Synergy Baku Project)                | Elchin Asadov (Synergy Baku Project)                         |
| Belgique                         | Philippe Gilbert (BMC Racing)                       | Victor Campenaerts (Lotto NL-Jumbo)                          |
| Belize                           | Giovanni Lovell (Digicell 4G)                       | Joel Borland (Digicell 4G)                                   |
| Biélorussie                      | Kanstantsin Siutsou (Dimension Data)                | Kanstantsin Siutsou (Dimension Data)                         |
| Bolivie                          | Óscar Soliz (Movistar Team América)                 | Óscar Soliz (Movistar Team América)                          |
| Bosnie-Herzégovine               | Nedžad Mahmić (Arbö Denzel Cliff Wien)              | Emir Hulusić (Giro)                                          |
| Brésil                           | Flávio Santos (Funvic Soul Cycles-Carrefour)        | Rodrigo Nascimento (São Francisco-Saúde-Powerade-SMR)        |
| Chili                            | Edison Bravo (Club Ciclista Melipulli-Puerto Montt) | José Luis Rodríguez Aguilar (Club Ciclista Coyhaique)        |
| Chypre                           | Armándo Archimandrítis (Elite)                      | Andréas Miltiádis (Elite)                                    |
| Colombie                         | Edwin Ávila (Illuminate)                            | Walter Vargas (Ligue cycliste d'Antioquia)                   |
| Corée du Sud                     | Gong Hyo-suk (KSPO)                                 | Choe Hyeong-min (Geumsan Insam Cello)                        |
| Costa Rica                       | Joseph Chavarría (Nestlé-Giant)                     | Juan Carlos Rojas (Frijoles Los Tierniticos)                 |
| Croatie                          | Radoslav Rogina (Adria Mobil)                       | Matija Kvasina (Synergy Baku Project)                        |
| Cuba                             | José Mojica (Start Vaxes-Partizan)                  | Pedro Portuondo (Santiago de Cuba)                           |
| Danemark                         | Alexander Kamp (Stölting Service Group)             | Martin Madsen (Almeborg-Bornholm)                            |
| Égypte                           | Islam Ramadan                                       |                                                              |
| Émirats arabes unis              | Yousif Mirza (Al Nasr Dubaï)                        | Badr Mirza (Al Nasr Dubaï)                                   |
| Érythrée                         | Daniel Teklehaimanot (Dimension Data)               | Daniel Teklehaimanot (Dimension Data)                        |
| Espagne                          | José Joaquín Rojas (Movistar)                       | Ion Izagirre (Movistar)                                      |
| Estonie                          | Mihkel Räim (Cycling Academy)                       | Gert Jõeäär (Cofidis)                                        |
| États-Unis                       | Gregory Daniel (Axeon-Hagens Berman)                | Taylor Phinney (BMC Racing)                                  |
| Éthiopie                         | Hafetab Weldu                                       | Getachew Atsbha                                              |
| Îles Féroé                       | Gunnar Dahl-Olsen                                   | Gunnar Dahl-Olsen                                            |
| Finlande                         | Jesse Kaislavuo (TWD-Länken)                        | Samuel Pökälä (TWD-Länken)                                   |
| France                           | Arthur Vichot (FDJ)                                 | Thibaut Pinot (FDJ)                                          |
| Géorgie                          | Giorgi Nareklishvili (Lokomotiv Azerbaïdjan)        | Beka Nareklishvili (Lokomotiv Azerbaïdjan)                   |
| Ghana                            | Emmanuel Sackey                                     |                                                              |
| Grande-Bretagne                  | Adam Blythe (Tinkoff)                               | Alex Dowsett (Movistar)                                      |
| Grèce                            | Ioánnis Tamourídis (Synergy Baku Project)           | Ioánnis Tamourídis (Synergy Baku Project)                    |
| Guatemala                        | Manuel Rodas (Cable DX-Decorabaños)                 | Manuel Rodas (Cable DX-Decorabaños)                          |
| Guyana                           | Geron Williams (CRCA Foundation)                    | Raynauth Jeffrey                                             |
| Hong Kong                        | Cheung King Lok (Orica-GreenEDGE)                   | Cheung King Lok (Orica-GreenEDGE)                            |
| Hongrie                          | János Pelikán (Amplatz-BMC)                         | János Pelikán (Amplatz-BMC)                                  |
| Inde                             | Manjeet Singh                                       | Arvind Panwar (Kingsnorth International Wheelers)            |
| Iran                             | Mahdi Sohrabi (Tabriz Shahrdari)                    | Arvin Moazemi (Pishgaman Giant)                              |
| Irlande                          | Nicolas Roche (Sky)                                 | Nicolas Roche (Sky)                                          |
| Islande                          | Guômundur Guômundsson                               | Bjarni Garôar Nicolaisson                                    |
| Israël                           | Guy Sagiv (Cycling Academy)                         | Aviv Yechezkel (Cycling Academy)                             |
| Italie                           | Giacomo Nizzolo (Trek-Segafredo)                    | Manuel Quinziato (BMC Racing)                                |
| Jamaïque                         | Andrew Ramsay                                       |                                                              |
| Japon                            | Sho Hatsuyama (Bridgestone Anchor)                  | Ryota Nishizono (Bridgestone Anchor)                         |
| Kazakhstan                       | Arman Kamyshev (Astana)                             | Dmitriy Gruzdev (Astana)                                     |
| Kosovo                           | Alban Delija                                        | Alban Delija                                                 |
| Koweït                           | Abdulhadi Alajmi (Massi-Kuwait Project)             | Khaled Alkhalaifah (Massi-Kuwait Project)                    |
| Lettonie                         | Gatis Smukulis (Astana)                             | Gatis Smukulis (Astana)                                      |
| Liban                            | Elias Abou Rachid                                   | Kevork Altounian                                             |
| Lituanie                         | Ramūnas Navardauskas (Cannondale-Drapac)            | Ignatas Konovalovas (FDJ)                                    |
| Luxembourg                       | Bob Jungels (Etixx-Quick Step)                      | Bob Jungels (Etixx-Quick Step)                               |
| Macédoine                        | Gorgi Popstefanov                                   | Darko Simonovski                                             |
| Malaisie                         | Mohd Zamri Saleh (Terengganu)                       | Mohd Nor Umardi Rosdi (Terengganu)                           |
| Mali                             | Oumar Sangaré                                       |                                                              |
| Mexique                          | Luis Lemus (Cycling Academy)                        | Juan Pablo Magallanes (Tennis Stars)                         |
| Moldavie                         | Cristian Raileanu (Gaiaplast Bibanese)              | Maxim Rusnac (Gragnano Sporting Club)                        |
| Mongolie                         | Myagmarsuren Baasankhuu                             | Maral-Erdene Batmunkh (Terengganu)                           |
| Namibie                          | Dan Craven (Cycling Academy)                        | Till Drobisch (Christina Jewelry)                            |
| Norvège                          | Edvald Boasson Hagen (Dimension Data)               | Edvald Boasson Hagen (Dimension Data)                        |
| Nouvelle-Zélande                 | Jason Christie (Kenyan Riders Downunder)            | Patrick Bevin (Cannondale)                                   |
| Paraguay                         | Samuel Coronel (Vivo Grupo Oresy)                   | Ernesto Mora                                                 |
| Pays-Bas                         | Dylan Groenewegen (Lotto NL-Jumbo)                  | Tom Dumoulin (Giant-Alpecin)                                 |
| Pologne                          | Rafał Majka (Tinkoff)                               | Maciej Bodnar (Tinkoff)                                      |
| Portugal                         | José Mendes (Bora-Argon 18)                         | Nélson Oliveira (Movistar)                                   |
| République démocratique du Congo | Jimmy Muhindo                                       |                                                              |
| République dominicaine           | Juan José Cueto (Inteja-MMR Dominican)              | William Guzmán (Inteja-MMR Dominican)                        |
| République tchèque               | Roman Kreuziger (Tinkoff)                           | Leopold König (Sky)                                          |
| Roumanie                         | Marius-Cristian Petrache (CSA Steaua)               | Serghei Țvetcov (Androni Giocattoli-Sidermec)                |
| Russie                           | Pavel Kochetkov (Katusha)                           | Sergey Chernetskiy (Katusha)                                 |
| Rwanda                           | Bonaventure Uwizeyimana (Dimension Data-Qhubeka)    | Adrien Niyonshuti (Dimension Data)                           |
| Singapour                        | Elyas Yusoff                                        | Choon Huat Goh (Terengganu)                                  |
| Slovaquie                        | Juraj Sagan (Tinkoff)                               | Marek Čanecký (Amplatz-BMC)                                  |
| Slovénie                         | Jan Tratnik (Amplatz-BMC)                           | Primož Roglič (Lotto NL-Jumbo)                               |
| Suède                            | Richard Larsén (Tre Berg-Bianchi)                   | Alexander Wetterhall (Tre Berg-Bianchi)                      |
| Suisse                           | Jonathan Fumeaux (IAM)                              | Fabian Cancellara (Trek-Segafredo)                           |
| Swaziland                        | Sicelo Phiri                                        |                                                              |
| Tunisie                          | Ali Nouisri                                         | Maher Hasnaoui (Skydive Dubai-Al Ahli Club)                  |
| Turquie                          | Onur Balkan (Kocaeli Brisaspor)                     | Ahmet Örken (Torku Şekerspor)                                |
| Ukraine                          | Oleksandr Polivoda (Kolss-BDC)                      | Andriy Vasylyuk (Kolss-BDC)                                  |
| Uruguay                          | Nicolás Arachichú (Schneck Alas Rojas)              | Agustín Moreira (CC Fénix)                                   |
| Venezuela                        | Gusneiver Gil (Amo Táchira-Concafé)                 | Pedro Gutiérrez (Kino Táchira)                               |

### Champions dans les équipes World Tour
| Pays             | Course en ligne                                                                                      | Contre-la-montre                                                                                        |
| ---------------- | --- | --- |
| AG2R La Mondiale | | |
| Astana           | Arman Kamyshev (KAZ) Gatis Smukulis (LAT)                                                            | Dmitriy Gruzdev (KAZ) Gatis Smukulis (LAT)                                                              |
| BMC Racing       | Philippe Gilbert (BEL)                                                                               | Rohan Dennis (AUS) Manuel Quinziato (ITA) Taylor Phinney (USA)                                          |
| Cannondale       | Ramūnas Navardauskas (LTU)                                                                           | Patrick Bevin (NZL)                                                                                     |
| Dimension Data   | Kanstantsin Siutsou (BLR) Daniel Teklehaimanot (ERI) Edvald Boasson Hagen (NOR) Jacobus Venter (RSA) | Kanstantsin Siutsou (BLR) Daniel Teklehaimanot (ERI) Edvald Boasson Hagen (NOR) Adrien Niyonshuti (RWA) |
| Etixx-Quick Step | Bob Jungels (LUX)                                                                                    | Tony Martin (GER) Bob Jungels (LUX)                                                                     |
| FDJ              | Arthur Vichot (FRA)                                                                                  | Thibaut Pinot (FRA) Ignatas Konovalovas (LTU)                                                           |
| IAM              | Matthias Brändle (AUT) Jonathan Fumeaux (SUI)                                                        | Matthias Brändle (AUT)                                                                                  |
| Lampre-Merida    | | |
| Lotto-Soudal     | André Greipel (GER)                                                                                  | |
| Movistar         | José Joaquín Rojas (ESP)                                                                             | Ion Izagirre (ESP) Alex Dowsett (GBR) Nélson Oliveira (POR)                                             |
| Orica-GreenEDGE  | Cheung King Lok (HKG)                                                                                | Cheung King Lok (HKG) Daryl Impey (RSA)                                                                 |
| Giant-Alpecin    | | Tom Dumoulin (NED)                                                                                      |
| Katusha          | Pavel Kochetkov (RUS)                                                                                | Sergey Chernetskiy (RUS)                                                                                |
| Lotto NL-Jumbo   | Dylan Groenewegen (NED)                                                                              | Victor Campenaerts (BEL) Primož Roglič (SLO)                                                            |
| Sky              | Nicolas Roche (IRL)                                                                                  | Leopold König (CZE) Nicolas Roche (IRL)                                                                 |
| Tinkoff          | Roman Kreuziger (CZE) Adam Blythe (GBR) Rafał Majka (POL) Juraj Sagan (SVK)                          | Maciej Bodnar (POL)                                                                                     |
| Trek-Segafredo   | Jack Bobridge (AUS) Giacomo Nizzolo (ITA)                                                            | Fabian Cancellara (SUI)                                                                                 |

### Élites femmes
| Championnats nationaux | Championnats nationaux                                | Championnats nationaux                            | Championnats nationaux |
| Pays                   | Course en ligne                                       | Contre-la-montre                                  |                        |
| ---------------------- | ----------------------------------------------------- | ------------------------------------------------- | ---------------------- |
| Afrique du Sud         | An-Li Pretorius-Kachelhoffer (Lotto Soudal Ladies)    | Juanita Venter                                    |                        |
| Algérie                | Aïcha Tihar                                           | Aïcha Tihar                                       |                        |
| Allemagne              | Mieke Kröger (Canyon-SRAM Racing)                     | Trixi Worrack (Canyon-SRAM Racing)                |                        |
| Antigua-et-Barbuda     | Tamiko Butler (Drops)                                 | Tamiko Butler (Drops)                             |                        |
| Argentine              | Maria Carla Alvarez (Xirayas de San Luis)             | Estefania Pilz (Xirayas de San Luis)              |                        |
| Aruba                  | Cherley Van der Linden                                | Cherley Van der Linden                            |                        |
| Australie              | Amanda Spratt (Orica-AIS)                             | Katrin Garfoot (Orica-AIS)                        |                        |
| Autriche               | Christina Perchtold (Vitalogic Astrokalb Radunion Nö) | Martina Ritter (BTC City Ljubljana)               |                        |
| Azerbaijan             | Olena Pavlukhina (BTC City Ljubljana)                 | Olena Pavlukhina (BTC City Ljubljana)             |                        |
| Belgique               | Kaat Hannes (Lensworld-Zannata)                       | Ann-Sophie Duyck (Topsport Vlaanderen-Etixx)      |                        |
| Belize                 | Kaya Cattouse                                         | Alicia Thompson                                   |                        |
| Biélorussie            | Tatsiana Sharakova                                    | Tatsiana Sharakova                                |                        |
| Bolivie                | Yeneth Amurrio Barrientos                             | Sharon Sarabia                                    |                        |
| Brésil                 | Clemilda Fernandes                                    | Clemilda Fernandes                                |                        |
| Canada                 | Annie Foreman-Mackey (The Cyclery-Opus)               | Tara Whitten (The Cyclery-Opus)                   |                        |
| Chili                  | Karla Vallejos                                        | Aranza Villalón (Weber Shimano Ladies Power)      |                        |
| Chine                  |                                                       |                                                   |                        |
| Chypre                 | Ántri Christofórou                                    | Ántri Christofórou                                |                        |
| Colombie               | Adriana Tovar                                         | Cristina Sanabria                                 |                        |
| Corée du Sud           | Lee Ju-mi                                             | Lee Ju-mi                                         |                        |
| Croatie                | Mia Radotić (BTC City Ljubljana)                      | Mia Radotić (BTC City Ljubljana)                  |                        |
| Cuba                   | Arlenis Sierra (Centre mondial du cyclisme)           | Yumari González                                   |                        |
| Côte d'Ivoire          | Christelle Dadié Béhi                                 |                                                   |                        |
| Danemark               | Emma Norsgaard (Team Rytger)                          | Cecilie Uttrup Ludwig (BMS BIRN)                  |                        |
| Équateur               |                                                       | Ana Suárez Gonzalez                               |                        |
| Érythrée               | Yohana Dawit                                          | Mossana Debesay                                   |                        |
| Espagne                | Mavi García (Bizkaia-Durango)                         | Anna Sanchis (Wiggle High5)                       |                        |
| Estonie                | Kelly Kalm                                            | Liisi Rist (Keukens Redant)                       |                        |
| États-Unis             | Jennifer Camacho                                      | Carmen Small (Cervélo Bigla)                      |                        |
| Finlande               | Lotta Lepistö (Cervélo Bigla)                         | Lotta Lepistö (Cervélo Bigla)                     |                        |
| France                 | Edwige Pitel (SC Michela Fanini)                      | Audrey Cordon-Ragot (Wiggle High5)                |                        |
| Grèce                  | Varvara Fasoi                                         | Michali Tsavari Eleni                             |                        |
| Guatemala              | Cynthia Lee                                           | Andrea Guillen                                    |                        |
| Hongrie                | Mónika Király (SC Michela Fanini)                     | Mónika Király (SC Michela Fanini)                 |                        |
| Iran                   | Roghayed Sharifi                                      | Maryam Jalaliyeh                                  |                        |
| Irlande                | Lydia Boylan (Team WNT)                               | Anna Turvey                                       |                        |
| Islande                | Evgenia Ilyinskaya                                    | Birna Björnsdottir                                |                        |
| Israël                 | Miriam Bar-on                                         | Paz Bash                                          |                        |
| Italie                 | Elena Cecchini (Canyon-SRAM Racing)                   | Elisa Longo Borghini (Wiggle High5)               |                        |
| Japon                  | Eri Yonamine                                          | Eri Yonamine                                      |                        |
| Kazakhstan             | Natalya Saifutdinova (Astana Women's Team)            | Yekaterina Yuraitis (Astana Women's Team)         |                        |
| Lettonie               | Lija Laizāne (Servetto Footon)                        | Lija Laizāne (Servetto Footon)                    |                        |
| Lituanie               | Daiva Tušlaitė (Inpa-Bianchi)                         | Aušrinė Trebaitė                                  |                        |
| Luxembourg             | Christine Majerus (Boels Dolmans)                     | Christine Majerus (Boels Dolmans)                 |                        |
| Macédoine du Nord      | Katerina Nikolovska                                   | Aneta Antovska                                    |                        |
| Malaisie               | Nurul Alissa Mohamad Azman                            | Grace Phang                                       |                        |
| Maroc                  | Nadia Skoukdi                                         | Nadia Skoukdi                                     |                        |
| Mexique                | Ana María Hernandez                                   | Verónica Leal (Conade Visit Mexico)               |                        |
| Mongolie               | Enkhjargal Tuvshinjargal                              | Enkhjargal Tuvshinjargal                          |                        |
| Norvège                | Vita Heine (Hitec Products)                           | Vita Heine (Hitec Products)                       |                        |
| Nouvelle-Zélande       | Rushlee Buchanan (UnitedHealthcare Women's Team)      | Rushlee Buchanan (UnitedHealthcare Women's Team)  |                        |
| Panama                 | Yineth Kellyam Cubilla                                | Yineth Kellyam Cubilla                            |                        |
| Paraguay               | Agua Marina Espínola                                  | Agua Marina Espínola                              |                        |
| Pays-Bas               | Anouska Koster (Rabo Liv Women)                       | Annemiek van Vleuten (Orica-AIS)                  |                        |
| Pologne                | Katarzyna Niewiadoma (Rabo Liv Women)                 | Katarzyna Niewiadoma (Rabo Liv Women)             |                        |
| Porto Rico             | Solymar Rivera                                        | Marisol Tellado                                   |                        |
| Portugal               | Daniela Reis (DN 17 Poitou-Charentes)                 | Daniela Reis (DN 17 Poitou-Charentes)             |                        |
| Pérou                  | Luddy Fernandez                                       | Romina Medrano                                    |                        |
| Roumanie               | Ana Maria Covrig (Inpa-Bianchi)                       | Ana Maria Covrig (Inpa-Bianchi)                   |                        |
| Royaume-Uni            | Hannah Barnes (Canyon-SRAM Racing)                    | Hayley Simmonds (UnitedHealthcare Women's Team)   |                        |
| Russie                 | Natalja Bojarskaja                                    | Tatiana Antoshina (Astana Women's Team)           |                        |
| Rwanda                 | Jeanne d'Arc Girubuntu                                | Jeanne d'Arc Girubuntu                            |                        |
| République dominicaine | Cesarina Ballenilla                                   | Natasha Méndez                                    |                        |
| Salvador               | Xenia Estrada                                         | Ana Figuero                                       |                        |
| Serbie                 | Jelena Erić (BTC City Ljubljana)                      | Jelena Erić (BTC City Ljubljana)                  |                        |
| Singapour              | Yi Wei Luo                                            | Siew Kheng Dinah Chan                             |                        |
| Slovaquie              | Janka Keseg Števková                                  | Lucia Valachová (Vitalogic Astrokalb Radunion Nö) |                        |
| Slovénie               | Polona Batagelj (BTC City Ljubljana)                  | Urša Pintar (BTC City Ljubljana)                  |                        |
| Suisse                 | Doris Schweizer (Cylance)                             | Doris Schweizer (Cylance)                         |                        |
| Suède                  | Emma Johansson (Wiggle High5)                         | Emma Johansson (Wiggle High5)                     |                        |
| Tchéquie               | Martina Sáblíková                                     | Martina Sáblíková                                 |                        |
| Tunisie                | Nour Dissem                                           |                                                   |                        |
| Ukraine                | Yevheniya Vysotska                                    | Yevheniya Vysotska                                |                        |
| Venezuela              | Zuralmy Rivas                                         | Danielys García                                   |                        |

### Moins de 23 ans hommes
Sont espoirs les coureurs nés après le 1er janvier 1994. Cependant certaines fédérations n'admettent pas certains coureurs espoirs dans cette catégorie en fonction du statut de leur équipe.
| Pays                   | Course en ligne                                                  | Contre-la-montre                                                 |
| ---------------------- | ---------------------------------------------------------------- | ---------------------------------------------------------------- |
| Afrique du Sud         | Stefan de Bod (Dimension Data-Qhubeka)                           | Stefan de Bod (Dimension Data-Qhubeka)                           |
| Allemagne              | Pascal Ackermann (Rad-net Rose)                                  | Maximilian Schachmann (Klein Constantia)                         |
| Antigua-et-Barbuda     | Tesheed Gordon                                                   | Tesheed Gordon                                                   |
| Australie              | Chris Hamilton (Avanti IsoWhey Sports)                           | Callum Scotson (Illuminate)                                      |
| Azerbaïdjan            | Samir Jabrayilov (Synergy Baku Project)                          | Samir Jabrayilov (Synergy Baku Project)                          |
| Belgique               | Joachim Vanreyten (Lotto-Soudal U23)                             | Nathan Van Hooydonck (BMC Development)                           |
| Belize                 | Giovanni Lovell (Digicell 4G)                                    | Joel Borland (Digicell 4G)                                       |
| Biélorussie            | Nikolai Shumov (General Store Bottoli Zardini)                   | Raman Tsishkou                                                   |
| Bolivie                | Arnaldo Gallardo                                                 | Freddy Gonzales                                                  |
| Bosnie-Herzégovine     | Nedžad Mahmić (Arbö Denzel Cliff Wien)                           | Muhamed Liha (BK Bihac)                                          |
| Brésil                 | Caio Godoy (Centre mondial du cyclisme)                          | Caio Godoy (Centre mondial du cyclisme)                          |
| Chili                  | Matías Muñoz (Avanti Peteroa)                                    | José Luis Rodríguez Aguilar (Club Ciclista Coyhaique)            |
| Chypre                 | Evangelos Thoma (PO Lefkosia)                                    | Andréas Miltiádis (Elite)                                        |
| Colombie               | Roller Diagama (Boyacá Raza de Campeones)                        | Carlos Ramírez (Movistar Team América)                           |
| Corée du Sud           | Jung Woo-ho (Geumsan Insam Cello)                                | Kim Ji-hun                                                       |
| Costa Rica             | Jordan Ruiz (Colono)                                             | Daniel Jara (Colono)                                             |
| Croatie                | Josip Rumac (Synergy Baku Project)                               | Bruno Maltar (Radenska Ljubljana)                                |
| Cuba                   | Onel Santa Clara (Guantanamo)                                    | Frank Consuegra (Holguin)                                        |
| Danemark               | Mads Pedersen (Stölting Service Group)                           | Kasper Asgreen (Trefor)                                          |
| Égypte                 | Ahmed Zaghloul                                                   |                                                                  |
| Érythrée               | Merhawi Kudus (Dimension Data)                                   | Merhawi Kudus (Dimension Data)                                   |
| Espagne                | Óscar Pelegrí (Seguros Bilbao)                                   | Martín Bouzas (Supermercados Froiz)                              |
| Estonie                | Silver Mäoma (Probikeshop Saint-Étienne Loire)                   | Silver Mäoma (Probikeshop Saint-Étienne Loire)                   |
| États-Unis             | Geoffrey Curran (Axeon-Hagens Berman)                            | Geoffrey Curran (Axeon-Hagens Berman)                            |
| Éthiopie               | Hafetab Weldu                                                    | Getachew Atsbha                                                  |
| Finlande               | Joni Kanerva (Porvoon Akilles)                                   | Oskari Vainionpää (Asfra Racing Oudenaarde)                      |
| France                 | Paul Ourselin (Vendée U)                                         | Rémi Cavagna (Klein Constantia)                                  |
| Géorgie                | Beka Nareklishvili (Lokomotiv Azerbaïdjan)                       | Beka Nareklishvili (Lokomotiv Azerbaïdjan)                       |
| Grande-Bretagne        | Tao Geoghegan Hart (Axeon-Hagens Berman)                         | Scott Davies (Wiggins)                                           |
| Grèce                  | Stylianós Farantákis (Sojasun espoir-ACNC)                       | Stylianós Farantákis (Sojasun espoir-ACNC)                       |
| Guatemala              | Gerson Toc (Hino-Pizza Hut-RCN)                                  | Angel Carranza                                                   |
| Guyana                 | Raynauth Jeffrey                                                 | Raynauth Jeffrey                                                 |
| Hong Kong              | Mow Ching Ying (HKSI)                                            | Fung Ka Hoo (HKSI)                                               |
| Hongrie                | János Pelikán (Amplatz-BMC)                                      | Dávid Gábor Kovács (DKSI-Kontent-Debrecen)                       |
| Iran                   | Mohammad Ganjkhanlou (Tabriz Petrochemical-CCN)                  | Esmail Chaichi                                                   |
| Irlande                | Michael O'Loughlin (Wiggins)                                     | Edward Dunbar (Axeon-Hagens Berman)                              |
| Israël                 | Guy Sagiv (Cycling Academy)                                      | Aviv Yechezkel (Cycling Academy)                                 |
| Italie                 | Simone Consonni (Colpack)                                        | Filippo Ganna (Colpack)                                          |
| Japon                  | Marino Kobayashi (Kuota-Construcciones Paulino)                  | Marino Kobayashi (Kuota-Construcciones Paulino)                  |
| Kazakhstan             | Sergey Luchshenko (Astana City)                                  | Yuriy Natarov (Vino 4-ever SKO)                                  |
| Kosovo                 | Bunjamin Palloshi                                                | Egzon Misini                                                     |
| Koweït                 | Abdulhadi Alajmi                                                 | Khaled Alkhalaifah (Massi-Kuwait Project)                        |
| Lettonie               | Krists Neilands (Axeon-Hagens Berman)                            | Krists Neilands (Axeon-Hagens Berman)                            |
| Liban                  | Elias Abou Rachid                                                | Elias Abou Rachid                                                |
| Lituanie               | Linas Rumšas (Palazzago Soligo Amarù Sirio)                      | Raimondas Rumšas (Palazzago Soligo Amarù Sirio)                  |
| Luxembourg             | Kevin Geniets (Chambéry CF)                                      | Kevin Geniets (Chambéry CF)                                      |
| Malaisie               | Izzat Hilmi Abdul Halil                                          | Mohamad Farid Razali                                             |
| Mexique                | Jacob Huelith                                                    | Alfredo Santoyo (Canels Specialized)                             |
| Moldavie               | Andrei Covalciuc                                                 | Andrei Covalciuc                                                 |
| Mongolie               | Enkhtaivan Bolor-Erdene (Ningxia Sports Lottery-Livall)          | Maral-Erdene Batmunkh (Terengganu)                               |
| Namibie                | Denzel De Koe                                                    | Michael Pretorius                                                |
| Norvège                | Amund Grøndahl Jansen (Joker Byggtorget)                         | Tobias Foss (Lillehammer CK)                                     |
| Nouvelle-Zélande       | Hamish Schreurs (Klein Constantia)                               | Hayden McCormick (ONE)                                           |
| Pays-Bas               | Fabio Jakobsen (SEG Racing Academy)                              | Tim Rodenburg (Jo Piels)                                         |
| Pologne                | Michał Paluta (CCC Sprandi Polkowice)                            | Patryk Stosz (CCC Sprandi Polkowice)                             |
| Portugal               | Ruben Guerreiro (Axeon-Hagens Berman)                            | Gaspar Gonçalves (Liberty Seguros-Carglass)                      |
| République dominicaine | Enmanuel Nuñez (Ochoa Finauto-Ciclon Bike)                       | David Astacio (Fenix)                                            |
| République tchèque     | Michal Schlegel (Klein Constantia)                               | Michal Schlegel (Klein Constantia)                               |
| Roumanie               | Emil Dima (Tusnad)                                               | Emil Dima (Tusnad)                                               |
| Russie                 | Artem Nych (Gazprom-RusVelo)                                     | Matvey Mamykin (Katusha)                                         |
| Rwanda                 | Valens Ndayisenga (Dimension Data-Qhubeka)                       | Valens Ndayisenga (Dimension Data-Qhubeka)                       |
| Singapour              | Elyas Yusoff                                                     | Merrill Chua Jern-e                                              |
| Slovaquie              | Ľuboš Malovec (Cycling Academy)                                  | Ľuboš Malovec (Cycling Academy)                                  |
| Slovénie               | David Per (Adria Mobil)                                          | Matej Mohorič (Lampre-Merida)                                    |
| Suède                  | Lucas Eriksson (Tre Berg-Bianchi)                                | Pontus Kastemyr (Differdange-Losch)                              |
| Suisse                 | Lukas Spengler (BMC Development)                                 | Martin Schäppi (BMC Development)                                 |
| Tunisie                | Ali Nouisri                                                      | Ali Nouisri                                                      |
| Turquie                | Onur Balkan (Kocaeli Brisaspor)                                  | Feritcan Şamlı (Torku Şekerspor)                                 |
| Ukraine                | Timur Maleev (ISD-Jorbi Continental)                             | Mark Padun (Colpack)                                             |
| Venezuela              | Anderson Paredes (Fedeindustria-Gobernación de Yaracuy-Cavebici) | Anderson Paredes (Fedeindustria-Gobernación de Yaracuy-Cavebici) |